# Soukromá podřipská střední odborná škola a střední odborné učiliště
Soukromá podřipská střední odborná škola a střední odborné učiliště o.p.s. vznikla v roce 1992 jako jedna z prvních soukromých škol v regionu. Již od začátku se svou nabídkou studia zaměřuje na oblast služeb a podnikání. Prvními obory pro školní rok 1992/1993 jsou kuchař – číšník, rodinná škola, obchodník a odborná škola. Podřipská škola tak zaplňuje mezeru na trhu vzdělání, která se objevuje s počátkem tržního prostředí v České republice.[zdroj?]
V současné době nabízí tři maturitní a tři učební obory.
Maturitní obory (4leté):
- cestovní ruch
- obchod
- kombinované lyceum

Učební obory (3leté)
- kuchař-číšník
- kadeřník
- prodavač